# Lago Obago
El lago Obago (en occitano estanh Obago) es un lago de origen glaciar situado a 2236 m s. n. m., en el municipio de Alto Arán, en la comarca del Valle de Arán (Lérida, España). 
El lago Obago tiene una profundidad de 27 metros y una capacidad de 12 ha. El lago Obago es uno de los mayores lagos del Circo de Colomers, circo glaciar de más de 50 lagos coronado por cumbres que superan los 2500 metros, como el Tuc de Ratera (2861 m) o el Gran Tuc de Colomers (2933 metros).